# Travo
Travo (Träv [træːv] in dialetto piacentino) è un comune italiano di 2 235 abitanti della provincia di Piacenza in Emilia-Romagna, situato in val Trebbia.
Sorge sulla riva sinistra del fiume Trebbia ed è collegato alla riva destra da tre ponti: il ponte di Travo che collega il centro abitato con le frazioni di Quadrelli e Due Bandiere, il ponte di Statto che collega la località "I Marchesi" con Rivergaro e il ponte di Perino che collega la frazione di Donceto con Perino, frazione del comune di Coli.

## Geografia fisica

### Territorio
Il territorio del comune di Travo si trova quasi interamente in val Trebbia, nel passaggio tra la bassa valle, a nord, e la media valle. Il capoluogo si trova a un'altitudine di 171 m s.l.m., mentre l'altitudine massima del territorio comunale è di 835 m s.l.m. Una porzione del territorio comunale, a sud, ricade nella val Perino, percorsa dall'omonimo affluente del fiume Trebbia che funge da confine meridionale del comune di Travo con il comune di Coli. Un'altra porzione del territorio travese, ad ovest, ricade invece all'interno della val Luretta con il ramo di Monteventano del torrente Luretta che segna, per un breve tratto, il confine con il comune di Piozzano.

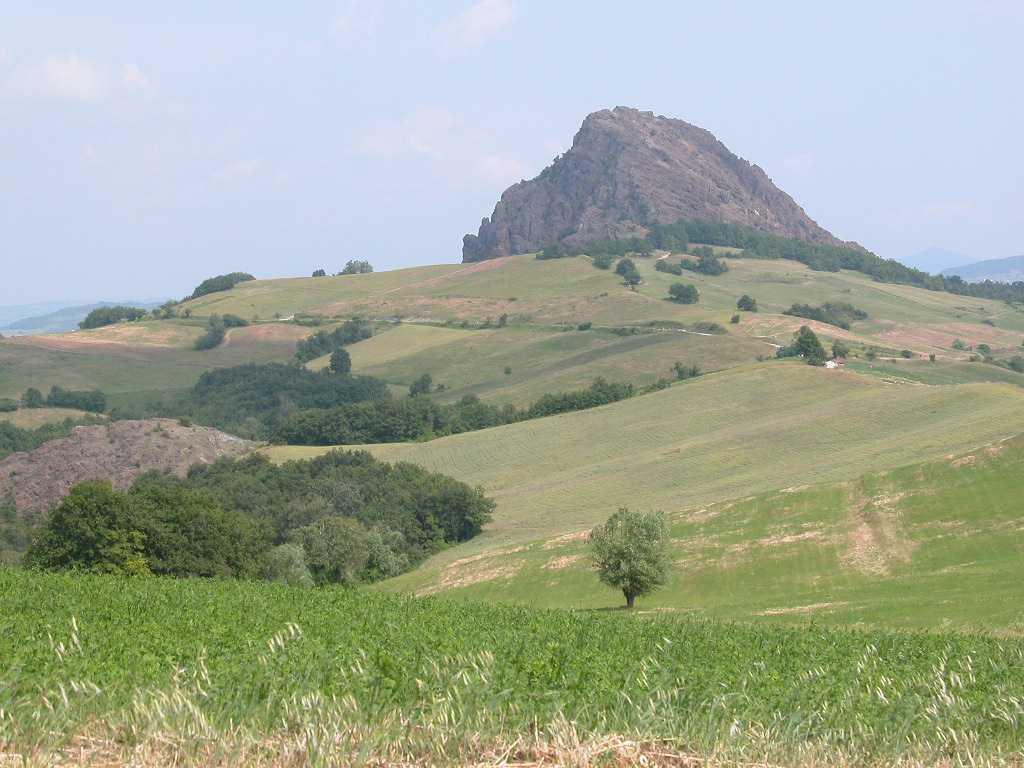
La Pietra Parcellara

All'estremità sud-ovest del territorio comunale, sul confine con il comune di Bobbio, si trova il monte noto come Pietra Parcellara. Ofiolite di serpentino nero, pur se non particolarmente alto, domina le colline circostanti, formate in prevalenza da argille scagliose, da cui emerge in maniera definita a causa del fenomeno dell'erosione differenziale.
Nelle vicinanze della Pietra Parcellara è posto un altro monte ofiolitico, la Pietra Perduca, alta 659 m s.l.m. e raggiungibile dalla frazione di Bobbiano. Il luogo, un tempo dedito al culto celtico-ligure del dio Pan, fu successivamente una cella monastica, mentre in epoca medievale vide la costruzione dell'oratorio di Sant'Anna, nel X secolo e, in seguito, di un castello, poi distrutto nel 1170. Nei pressi della cima sono presenti delle vasche di raccolta della acque piovane, abitate da due diverse specie di tritoni.
Pietra Perduca e Pietra Parcellara rientrano nel sito SIC-ZSC della Pietra Parcellara e Pietra Perduca.

### Clima
Il clima di Travo, così come delle parti della provincia di Piacenza pianeggiante e collinare, è di tipo temperato subcontinentale, con inverni freddi ed estati calde. Rispetto alla pianura Padana le escursioni termiche annuali e giornaliere sono minori e il clima è più mite e temperato. Essendo posto al di sopra della sommità media delle inversioni termiche della val Padana, a Travo non si verificano, solitamente, fenomeni come afa o nebbia.
Di seguito si riporta la tabella con le temperature massime e minime mensili riscontrate nella stazione meteorologica di Travo Statto.
| Travo Statto       | Mesi | Mesi | Mesi | Mesi | Mesi | Mesi | Mesi | Mesi | Mesi | Mesi | Mesi | Mesi | Stagioni | Stagioni | Stagioni | Stagioni | Anno |
| Travo Statto       | Gen  | Feb  | Mar  | Apr  | Mag  | Giu  | Lug  | Ago  | Set  | Ott  | Nov  | Dic  | Inv      | Pri      | Est      | Aut      | Anno |
| ------------------ | ---- | ---- | ---- | ---- | ---- | ---- | ---- | ---- | ---- | ---- | ---- | ---- | -------- | -------- | -------- | -------- | ---- |
| T. max. media (°C) | 3,6  | 6,3  | 11,6 | 16,1 | 19,7 | 24,6 | 27,2 | 26,1 | 21,9 | 15,4 | 9,3  | 5,3  | 5,1      | 15,8     | 26,0     | 15,5     | 15,6 |
| T. min. media (°C) | −0,5 | 1,3  | 5,2  | 9,0  | 13,0 | 17,1 | 19,6 | 19,2 | 16,0 | 11,2 | 5,8  | 1,7  | 0,8      | 9,1      | 18,6     | 11,0     | 9,9  |

## Origini del nome
Secondo una leggenda il toponimo Travo deriverebbe dal nome del suo fondatore, un condottiero di stirpe gallica di nome Triverio vissuto all'epoca del re cretese Minosse che avrebbe fondato il primo nucleo di centro abitato travese. Un'altra teoria vedrebbe il nome Travo derivare dalla radice celtica trev significante villa. Più probabilmente, il nome deriva dal latino Tres Vici indicante la presenza di tre distinti villaggi nella zona: Santo Stefano, diventato, poi, Caverzago, San Michele, diventato, poi, Bobbiano, e Sant'Antonino, diventato, poi, il capoluogo. Un'ultima ipotesi vede derivare il toponimo dalla parola latina trabs significante trave come riferimento all'uso di tronchi e travi per guadare il fiume Trebbia.

## Storia
La zona di Travo fu abitata fin dal Paleolitico; lo sviluppo di insediamenti continuò in maniera più consistente durante il Neolitico, come testimoniato dagli scavi, iniziati nel 1995, situati in località Sant'Andrea presso la quale sono stati rinvenuti i resti di un abitato riferibile alla cultura di Chassey-Lagozza; i rinvenimenti, parzialmente restaurati e ricostruiti sono visitabili nel parco Archeologico Villaggio Neolitico di S. Andrea, realizzato grazie ai finanziamenti congiunti del comune, della regione, della Comunità Europea, della Fondazione di Piacenza e Vigevano, con la supervisione della Soprintendenza per i Beni Archeologici dell'Emilia-Romagna; la maggior parte dei reperti rinvenuti sono conservati nel locale museo archeologico.
In seguito il territorio vide la presenza di popolazioni Liguri e celtiche, le quali si stanziarono nella zona intorno al 400 a.C.; a quest'epoca risale il culto della dea Minerva Memore e Medica, a cui fanno riferimento diversi cippi votivi ritrovati nel territorio che testimoniano la presenza di un tempio, la cui localizzazione non è certa, ma che potrebbe essere sorto presso Caverzago dove sono stati ritrovati alcuni resti nell'edificio che ospita la canonica della locale chiesa parrocchiale.
Successivamente la zona venne colonizzata dai romani assumendo il nome latino di Trivia. Nelle vicinanze di Travo, intorno al 303 d.C., secondo la tradizione, si consumò il martirio di Sant'Antonino, centurione romano di nobile famiglia originaria dell'Egitto che, trasferitosi nella zona di Piacenza, era entrato in contatto con le locali comunità cristiane, prima di venire decapitato durante la persecuzione dei cristiani dell'imperatore Diocleziano. Il culto di Antonino fu, in seguito, introdotto nel territorio travese verso la fine del IV secolo d.C. da parte di Savino, secondo vescovo di Piacenza, con l'obiettivo di estirpare completamente i culti pagani, ancora molto diffusi. Antonino divenne, poi, santo patrono del paese, nonché del capoluogo provinciale e dell'intera di diocesi di Piacenza-Bobbio.
Durante il basso Medioevo la famiglia Malaspina, originaria della Lunigiana, ottenne l'investitura su Travo e il diritto a costruirvi un castello, che prese il nome di Castrum Trabani. Nel 1255 il fortilizio venne raso al suolo da parte delle truppe guelfe agli ordini di Oberto Pallavicino. Nel 1302 il feudo travese venne concesso alla famiglia Anguissola da parte dell'imperatore Alberto I. Nel 1337 la concessione feudale venne rinnovata a favore di Bernardino Anguissola da parte del signore di Milano Azzone Visconti.
Nel 1805, nell'ambito delle riforme amministrative napoleoniche, venne costituito il comune di Travo. Il 17 luglio del 1908 si verificò un violento nubifragio con una piena straordinaria della Trebbia che devastò case e campagne della valle, soprattutto nel territorio del mandamento bobbiese di Ottone e nella zona al confine tra le provincie di Genova e Pavia, con gravi danni nell'abitato di Gorreto, la distruzione di cinque ponti lungo la statale 45 e l'interruzione delle comunicazioni stradali fra Ottone e Torriglia e della linea telegrafica fra Bobbio e Genova. Le campagne subirono danni ingenti con la distruzione dei raccolti, in special modo il frumento; grazie al pronto preavviso telegrafico partito da Bobbio prima dell'imminente piena furono evitati danni peggiori con la messa in salvo di materiali, bestiame e persone.
Nel 1927 la frazione di Mezzano Scotti venne scorporata dal comune di Travo e aggregata al confinante comune di Bobbio. Il 19 settembre 1953 si verificò un'ulteriore alluvione che causò a Travo, così come in tutta la val Trebbia dal genovesato al piacentino, distruzioni imponenti e ingenti danni.
Nella notte fra il 14 e il 15 settembre 2015, Travo, così come buona parte della val Trebbia e della provincia di Piacenza, fu colpita dall'alluvione del fiume Trebbia, dovuta al maltempo, che causò ingenti danni tra i quali la distruzione del centro sportivo del paese.

### Simboli
Lo stemma e il gonfalone sono stati concessi con DPR del 10 dicembre 1965.
È raffigurato sant'Antonino, patrono di Piacenza, in veste di soldato romano della Legione Tebana; l'erma di Minerva ricorda il sacrificio del martire. I denti rosso e argento (definiti nella blasonatura "promontori") derivano dallo stemma degli Anguissola (troncato cuneato d'argento e di rosso). Il gonfalone è un drappo partito di rosso e di azzurro.

## Monumenti e luoghi d'interesse

### Architetture religiose

La chiesa dei Santi Faustino e Giovita a Denavolo

Le parrocchie dipendono dal vicariato Bassa e Media Val Trebbia e Val Luretta della diocesi di Piacenza-Bobbio.
- Chiesa parrocchiale di Sant'Antonino Martire, situata nel capoluogo. L'edificio fu costruito nell'XI secolo su una costruzione preesistente risalente al IX secolo e nel Trecento fu una delle pievi più importanti della vallata. La facciata è in pietra a vista e presenta una commistione tra gli originali elementi romanici e aggiunte tardo cinquecentesche in stile neoclassico. L'edificio presenta una pianta basilicale a tre navate[32].
- Chiesa della Beata Vergine Addolorata, situata nella località di Santa Maria. Un edificio religioso nel luogo, originariamente consacrato a Sant'Andrea, è documentato a partire dal VI secolo. Inizialmente alle dipendenze dell'abbazia di San Colombano di Bobbio, Tra il 1000 e il 1100 secolo passò alle dipendenze del monastero di San Paolo di Mezzano Scotti. Caduto successivamente in rovina, l'edificio venne ricostruito, mantenendo invariato unicamente l'abside, e consacrato alla Vergine Maria. La chiesa presenta una facciata a capanna in pietra a vista sormontata da un frontone triangolare e con un unico portale di accesso all'interno. La base della torre campanaria risale al XII secolo[33], mentre i rustici adiacenti fanno parte del convento dei Serviti, risalente al XVI secolo[34].
- Chiesa parrocchiale di San Michele Arcangelo, situata nella frazione di Bobbiano. Sorta probabilmente in epoca medioevale come cappella privata a servizio del castello di Bobbiano, edificio già documentato nel 1037, la chiesa venne ricostruita tra il 1552 e il 1553 e poi riedificata ampliandola nel 1769. La chiesa è accessibile tramite una scalinata a doppia rampa e presenta una facciata tripartita con un doppio ordine di lesene agli angoli. L'interno è a navata unica decorata da lesene doriche con una trabeazione in aggetto[35].
- Chiesa di San Bartolomeo, nella frazione di Castellaro, alle dipendenze della parrocchia di Fellino.
- Oratorio della Beata Vergine delle Grazie, situato nella frazione di Castellaro e posto alle dipendenze della parrocchia di Fellino. La chiesa, sorta nel XV secolo, fu ampliata tra il 1850 e l'inizio del XX secolo[36] e sorge dove un tempo si trovava il fortilizio di Fellino[37]. L'edificio è realizzato interamente in pietra a vista e la facciata è preceduta da un pronao che si apre in un arco a tutto sesto. L'unico portale è sormontato da una lunetta al cui interno è presente un bassorilievo rappresentante la Madonna e il Bambino[36].
- Chiesa parrocchiale di Santo Stefano Protomartire, posta nella frazione di Caverzago. Sorta in epoca medioevale insieme alla rocca di Caverzago, venne citata per la prima volta nel 1346; la chiesa venne poi ampliata tra il XVII e il XVIII secolo, subendo, infine, dei restauri nel 1925. L'edificio è in pietra a vista a navata singola sulla quale si aprono sui lati due cappelle votive[38].
- Oratorio della Beata Vergine, situata nella frazione di Cernusca, alle dipendenze della parrocchia di Viserano. Venne realizzato negli anni '60 del novecento dietro impulso di don Grossetti. La facciata è di forma rettangolare con un portico centrale formato dalla falda del tetto al centro del quale si trova il portale di accesso. La struttura è a aula a pianta rettangolare[39].
- Chiesa parrocchiale dei Santi Faustino e Giovita, posta nella frazione di Denavolo. Venne costruita nel 1656 e elevata a parrocchia nel 1767. Il timpano è decorato con un motivo realizzato in stucco, a rosone fiorito. Dispone di un unico portale, sormontato dalla dedica ai santi Faustino e Giovita[40].
- Chiesa parrocchiale di Sant'Alessandro Martire, situata nella frazione di Fellino. L'edificio, documentato nel 1605, sul luogo in cui sorgeva già una precedente chiesa, citata in un atto del 1317, venne rimaneggiato nel XVIII secolo. L'edificio presenta una facciata a capanna dotata di cuspide poligonale con cornice modanata in aggetto[41].
- Chiesa di San Lorenzo, posta nella frazione di Fiorano, già parrocchia, passata, poi, alle dipendenze della parrocchia di Statto. L'edificio, risalente al XVI secolo, è stato pesantemente rimaneggiato nel XIX secolo. Si caratterizza per una facciata a capanna tripartita con lesene di ordine dorico sugli angoli. La pianta della chiesa è basilicale a singola navata con un'unica volta a botte[42].
- Oratorio di Sant'Anna, situato sulla sommità della Pietra Perduca e posto alle dipendenze della parrocchia di Caverzago, venne costruito nel XV secolo su un edificio preesistente risalente al XII secolo, a sua volta realizzato in sostituzione di un'altra chiesa, datata al X secolo e crollata nel terremoto del 1117. Presenta una facciata a capanna in pietra a vista accessibile tramite una scalinata[43].
- Chiesa di Santa Maria Assunta, situata nella frazione di Pigazzano e posta alle dipendenze della parrocchia di Statto, fu costruita nel 1676 andando a sostituire un edificio precedente andato distrutto[44]. La chiesa è preceduta da un ampio sagrato che dà su una terrazza panoramica[45] e presenta una facciata a vento su due ordini separati tra loro per mezzo di una trabeazione spezzata in aggetto. L'interno, a croce greca, custodisce un coro in legno intarsiato del 1726[44].
- Chiesa parrocchiale di San Cristoforo, situata nella frazione di Pillori. Citata per la prima volta nel 1343 come dipendente dalla pieve di Travo, si caratterizza per una pianata basilicale con un'unica navata con lesene doriche a tre campate. La facciata è a vento con doppio ordine di lesene binate[46].
- Chiesa parrocchiale di San Paolo Apostolo, situata nella frazione di Quadrelli. La chiesa sorse nel 1935, su iniziativa del cavalier Mazzotti che donò il terreno e né curò la progettazione, in sostituzione di un precedente oratorio situato nella località Masera e ormai inadeguato a causa dello sviluppo urbano della frazione. Nel 1961 gli interni vennero affrescati da Luciano Ricchetti con un ciclo dedicato alla vita di San Paolo[47].
- Chiesa di San Giovanni Battista, nella frazione di Scrivellano, già parrocchia, passata, in seguito, alle dipendenze della parrocchia di Statto. Originariamente unita in un'unica parrocchia con la chiesa di Fiorano, venne consacrata nel 1776 da parte di monsignor Pellizzari. È dotata di un'unica navata con due campate e volte a botte[48].
- Chiesa parrocchiale di Sant'Antonio Abate, situata nella frazione di Statto. Essa venne riedificata su un poggio tra il 1930 e il 1940 in stile neogotico dopo la caduta in decadenza del precedente edificio, citato per la prima volta nel 1340, dedicato anch'esso a Sant'Antonio Abate e situato nelle vicinanze del castello. La facciata, tipicamente neogotica, è realizzata in conci di pietra alternati a conci di mattoni e presenta sui due angoli lesene in mattoni le quali terminano con cuspidi a forma di piramide. Al di sopra dell'unico portale si trova una lunetta contenente una raffigurazione di Sant'Antonio[49].
- Chiesa parrocchiale di San Giorgio Martire, nella frazione di Viserano, costruita tra il 1847 e il 1863 su un edificio preesistente già citato nei verbali delle visite apostoliche condotte da monsignor Castelli nel 1579. Presenta una facciata a vela tripartita con singolo accesso e una pianta centrale circolare con abside[50].

### Architetture militari
- Castello Anguissola, situato nel capoluogo, sorse nel XII secolo quando il feudo apparteneva ai Malaspina, passò alla fine del XVIII secolo agli Anguissola che ne attuarono la trasformazione a dimora signorile. Nel 1978 la contessa Maria Salini Anguissola donò il castello al Comune[51]. Dal 1997 è sede del museo archeologico di Travo[52].
- Rocca di Caverzago, situata nei pressi della frazione omonima, sorse nei pressi del tempio della dea Minerva, un antico santuario romano dedito alla dea Minerva, al quale fanno riferimento numerosi cippi votivi, in seguito traslati nella locale chiesa. La presenza della rocca, arroccata su una rupe a strapiombo sul fiume Trebbia, fu documentata nel XII secolo come possedimento dei Malaspina e, poi, dal XIV secolo degli Anguissola. Accanto ai ruderi del castello si trovano la chiesa parrocchiale e i resti di una torre d'avvistamento edificata nel 1337[53]. Una leggenda tramanda che nei pressi del santuario sarebbe stato martirizzato il legionario Antonino, proclamato poi santo patrono di Travo e Piacenza[21].

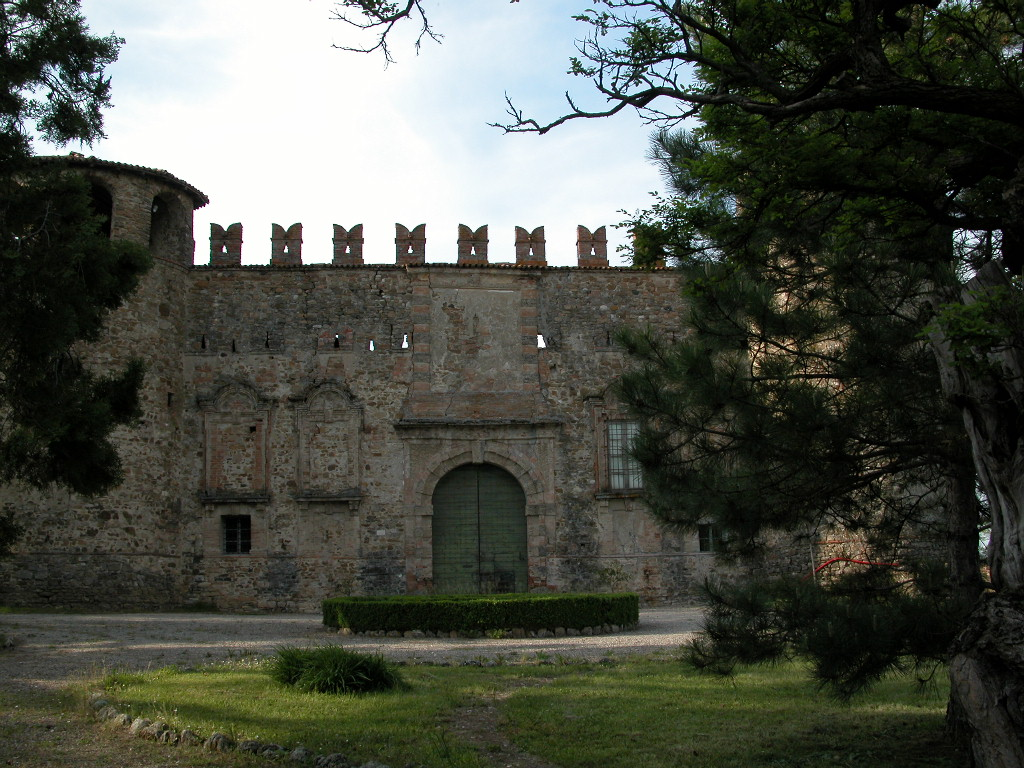
Il castello di Statto

- Castello di Pigazzano, assaltato senza successo dai guelfi nel 1234, venne distrutto nel 1255 dalle truppe di Azzo Guidoboi. Nel 1302 Riccardo Anguissola ottenne l'investitura sul luogo. Nel 1373 il castello, difeso da forze filoviscontee fu costretto alla resa dalle truppe fedeli al papato guidate da Dondazio Malvicini. Occupato dagli spagnoli e incendiato nel 1636 il castello cadde in rovina venendo poi trasformato in villa padronale[54].
- Castello dei Volpe, situato nelle vicinanze di Pigazzano, nel 1576 apparteneva a Carlo Volpe Landi, dal quale prese il nome. Oggetto del tiro dell'artiglieria tedesca durante la resistenza partigiana, del castello rimangono soltanto i resti di una torre[55].
- Castello di Statto, citato per la prima volta in un atto di vendita del 1296, venne edificato sulla sponda sinistra del Trebbia, di fronte all'abitato di Rivergaro con la funzione di controllo dell'accesso alla valle. Nel 1323 divenne di proprietà della famiglia Anguissola, per, poi, passare ai Caracciolo nel XVI secolo, tornando agli Anguissola nel 1926 e venendo da questi ristrutturato[56].
- Torre di Bobbiano, torre a base quadrata, unica rimanenza di un più ampio castello medievale cui presenza è documentato in un atto di vendita del 1037, fu feudo dei Malaspina a partire dal 1164, venendo, poi, parzialmente distrutto nel 1255 da Oberto Pallavicino. Passato, in seguito, agli Anguissola, venne acquistato nel 1311 da Rolando Scotti il quale dovette poi renderlo agli Anguissola a seguito dell'intervento del podestà di Piacenza Riccardino Langosco. L'investitura degli Anguissola fu confermata ancora dai Farnese nel 1546[57].
- Torre di Campadello, eretta nel tardo Quattrocento, la torre era uno dei capisaldi della cintura difensiva della famiglia Anguissola. Alta 13 m e con base quadrata di lato lungo 6 m la torre era in origine composta da due piani, diventati tre in seguito a dei rimaneggiamenti che hanno trasformato la struttura in dimora e che hanno visto anche la costruzione di un ulteriore edificio ad essa addossato[58].
- Castello di Chiosi, edificio con loggiato, concesso nel 1164 da Federico Barbarossa a Obizzo Malaspina insieme a diversi altri castelli e in seguito appartenuto agli Anguissola[59].
- Tracce del castello di Fellino, documentato nel 1210 come possedimento dei Malaspina, passò, poi, ai Caracciolo, agli Anguissola e, infine, ai Morandi signori di Montechiaro, venendo infine abbandonato. Ne rimangono alcune tracce nei pressi dello spartiacque tra val Trebbia e val Nure dove sorge l'oratorio di Santa Maria del Castellaro[37].
- Tracce del castello della Perducca, posto sulla sommità della Pietra Perduca, originariamente di proprietà dell'omonima famiglia, passò, in seguito, ai Malaspina. Nel 1170, dopo l'occupazione guelfa di Piacenza, venne completamente distrutto[60].
- Tracce del castello della Pietra Parcellara, l'antica Prescigliera, posto sulla vetta della Pietra Parcellara, fu inizialmente un possedimento del monastero di San Paolo di Mezzano Scotti, passando in seguito ai Malaspina. Nel 1120 venne occupato dai guelfi piacentini, mentre nel 1155 divenne di proprietà dei nobili Perducca, già feudatari della Pietra Perduca. Nel 1164 i Malaspina ripresero il feudo, per poi cederlo nel 1170 a Oberto da Perducca. Il castello, rioccupato da truppe piacentine nel 1269, venne infine distrutto[60], nonostante le proteste del vescovo di Bobbio[61].
- Tracce del castello di Pillori, posto nella val Perino nell'omonima località, apparteneva alla famiglia nobiliare Rossi; in seguito abbandonato, vi erano documentati ruderi nella prima metà del Seicento[62].
- Castello dei Romani, o di Scrivellano, posto nella località di Scrivellano, inizialmente citata con il toponimo latino di Scrovellanum. La sua prima citazione risale al 1234 quando venne distrutto da forze guelfe piacentine e cremonesi dopo il fallimento del tentativo di costringere ad arrendersi un manipolo di nobili che si erano rifugiati a Rivergaro. Nel 1312 fu conquistato da Francesco Scotti, figlio del signore di Piacenza Alberto. Passò poi agli Anguissola, ai Landi e, infine, nel XIX secolo, alla famiglia Romani, da cui prende il nome. L'edificio, pesantemente rimaneggiato rispetto alla sua struttura originaria, conserva l'antica torre quadrata che è stata sottoposta a lavori di restauro dopo che un incendio avvenuta nel 1972 l'aveva pesantemente danneggiata[63].
- Tracce del castello di Spinello, situato sulle pendici del monte Martini, nelle vicinanze di Pillori, venne documentato nel 1401 con il passaggio dai Landi alla famiglia Rossi assieme al feudo annesso. I Rossi ne rimasero proprietari per tutto il XV secolo, successivamente venne abbandonato e già alla metà del Seicento ne risultavano pochi resti[64].
- Rocca di Viserano, antico borgo di origine alto-medioevale denominato originariamente Vìxirano, caratterizzato dalla presenza di diverse case-torri. Il castello, più volte distrutto e riedificato, appartenne dal 1164 ai Malaspina, passando poi agli Anguissola e, a partire dal 1652, ai conti Morando di Montechiaro. Il complesso, oggetto di diversi interventi in momenti storici diversi, si presenta piuttosto rimaneggiato rispetto alle linee originarie[65].
- Tracce del castello di Visignano, testimoniato ancora nella seconda metà del Seicento e originariamente parte del sistema difensivo degli Anguissola a difesa di Statto e Travo, ne rimangono solo tracce storiche[65].

### Siti archeologici
- Parco Archeologico Villaggio Neolitico di S. Andrea, situato in località S. Andrea, nei pressi del capoluogo, sulla sponda ovest del fiume Trebbia, presenta i resti di una serie di strutture abitative risalenti al Neolitico, nonché il muro a secco che circondava originariamente il villaggio. Nel 2010 sono state realizzate delle riproduzioni a grandezza naturale di alcuni edifici di epoca neolitica[18].

## Società

### Evoluzione demografica
Abitanti censiti

### Etnie e minoranze straniere
Secondo i dati Istat al 1º gennaio 2023 i cittadini stranieri residenti a Travo sono 154, pari al 7,06% della popolazione comunale.

## Cultura
Questo paese fa parte del territorio culturalmente omogeneo delle quattro province (Alessandria, Genova, Pavia, Piacenza), caratterizzato da usi e costumi comuni e da un importante repertorio di musiche e balli molto antichi. Strumento principe di questa zona è il piffero appenninico che accompagnato dalla fisarmonica, e un tempo dalla müsa (cornamusa appenninica), guida le danze e anima le feste.

### Musei
Nel castello Anguissola, donato al comune da parte della contessa Maria Salini nel 1978, è ospitata la sede del museo archeologico di Travo, aperto al pubblico nel 1997, esso espone reperti risalenti al Paleolitico, ceramiche del Neolitico, testimonianze dell'età del rame, del bronzo e del ferro, dei Liguri, dei Celti e degli Etruschi fino all'epoca romana e altomedievale.

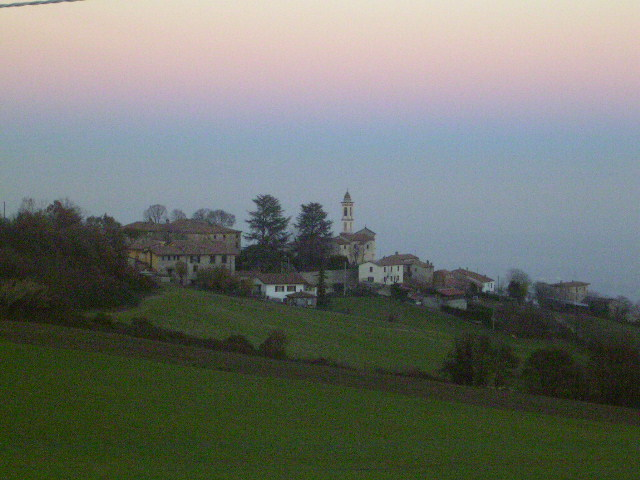
La frazione di Pigazzano

## Geografia antropica
Fanno parte del territorio comunale di Travo le frazioni di Bobbiano, Casino Agnelli, Caverzago, Due Bandiere, Fellino, Marchesi, Pigazzano, Pillori, Quadrelli e Statto.
Fanno parte del territorio comunale di Travo le località di Boelli, Campadello, Castana, Cernusca, Chiosi, Coni, Costa Cassano, Denavolo, Dolgo, Donceto, Fiorano, Fornace, Fradegola, Guardarabbia, I Pilè, Lentià, Le Piane, Missano, Madellano, Quaraglio, Pietra, Rivebelle, Rocca di Viserano, Ronco Oste, Roncole, Rondanera, Sacchelli, Scarniago, Scrivellano, Spinello, Stazzano, Vei, Villa Bianca, Villa Nera e Viserano.

## Infrastrutture e trasporti
Il territorio comunale è attraversato da nord a sud dalla strada statale 45 di Val Trebbia, dalla strada provinciale 40 di Statto che percorre la valle sulla sponda opposta rispetto alla strada statale 45 alla quale è collegata con un ponte sul Trebbia nei pressi del capoluogo, un altro ponte collega la strada provinciale 40 alla strada statale 45 tra i comuni di Travo e Rivergaro, prendendo il nome di strada provinciale 40 bis di Statto, dalla strada provinciale 76 di Pigazzano che si dirama dalla strada provinciale 40 e permette di raggiungere Pigazzano, dalla strada provinciale 68 di Bobbiano che collega il capoluogo comunale con il passo della Caldarola e dalla strada provinciale 39 del Cerro che collega Perino di Coli con Bettola attraverso l'omonimo passo.

## Amministrazione
Di seguito è presentata una tabella relativa alle amministrazioni che si sono succedute in questo comune.
| Periodo         | Periodo         | Primo cittadino  | Partito                                 | Carica  | Note   |
| --------------- | --------------- | ---------------- | --------------------------------------- | ------- | ------ |
| 17 luglio 1985  | 29 maggio 1990  | Giorgio Reggiani | Partito Comunista Italiano              | Sindaco | [ 69 ] |
| 29 maggio 1990  | 10 gennaio 1992 | Giorgio Reggiani | Partito Comunista Italiano              | Sindaco | [ 69 ] |
| 10 gennaio 1992 | 24 aprile 1995  | Annibale Gazzola | Partito Socialista Democratico Italiano | Sindaco | [ 69 ] |
| 24 aprile 1995  | 14 giugno 1999  | Annibale Gazzola | Lista civica                            | Sindaco | [ 69 ] |
| 14 giugno 1999  | 14 giugno 2004  | Annibale Gazzola | Lista civica                            | Sindaco | [ 69 ] |
| 14 giugno 2004  | 8 giugno 2009   | Albino Cassinari | Lista civica                            | Sindaco | [ 69 ] |
| 8 giugno 2009   | 26 maggio 2014  | Lodovico Albasi  | Lista civica Siamo Travoi               | Sindaco | [ 69 ] |
| 26 maggio 2014  | 27 maggio 2019  | Lodovico Albasi  | Lista civica Siamo Travoi               | Sindaco | [ 69 ] |
| 27 maggio 2019  | 9 giugno 2024   | Lodovico Albasi  | Lista civica Siamo Tra voi              | Sindaco | [ 69 ] |
| 9 giugno 2024   | in carica       | Roberta Valla    | Lista civica Noi Travoi                 | Sindaco | [ 69 ] |

### Altre informazioni amministrative
Travo ha fatto parte della comunità montana Appennino Piacentino fino al suo scioglimento, avvenuto nel 2013. In seguito è entrato a far parte dell'Unione Montana Valli Trebbia e Luretta.